# Conrad Carlsrud
Conrad Carlsrud (Kjose, 9 de fevereiro de 1884 — Waterbury, 21 de outubro de 1973) foi um ginasta e lançador norueguês que competiu em provas de ginástica artística.
Carlsrud é o detentor de uma medalha olímpica, conquistada na edição britânica, os Jogos de Londres, em 1908. Na ocasião, competiu como ginasta na prova coletiva. Ao lado de outros 29 companheiros, conquistou a medalha de prata, após superar a nação da Finlândia e encerrar atrás da seleção sueca. Anteriormente, em 1906, saiu-se vencedor dos Jogos Intercalados, também na prova por equipes. Tanto nos Jogos Olímpicos quanto nos Intercalados, Conrad disputou ainda as provas de lançamento de dardo, obtendo como melhor colocação o 22 lugar em 1906.